# Weltervikt i fristil i brottning vid olympiska sommarspelen 1980
Herrarnas brottningsturnering i fristil i viktklassen weltervikt vid olympiska sommarspelen 1980 avgjordes i Sports Complex of the Central Sports Club of the Army i Moskva.

## Medaljörer
| Klass      | Guld                         | Silver                           | Brons                         |
| Weltervikt | Valentin Raychev · Bulgarien | Dzjamtsyn Davaadzjav · Mongoliet | Dan Karabin · Tjeckoslovakien |

## Resultat
Legend
- TF — Vinst genom fall
- IN — Vinst genom att motståndaren skadas
- DQ — Vinst genom passivitet
- D1 — Vinst genom passivitet, vinnaren är också passiv
- D2 — Båda brottarna förlorade på grund av passivitet
- FF — Vinst genom förverkande
- DNA — Anlände inte
- TPP — Totala straffpoäng
- MPP — Matchstraffpoäng

Straff
- 0 — Vinst genom fall, teknisk överlägsenhet, passivitet, skada och förverkande
- 0.5 — Vinst på poäng, 8-11 poängs skillnad
- 1 — Vinst på poäng, 1-7 poängs skillnad
- 2 — Vinst på passivitet,  vinnaren är också passiv
- 3 — Förlust på poäng, 1-7 poängs skillnad
- 3.5 — Förlust på poäng, 8-11 poängs skillnad
- 4 — Förlust genom fall, teknisk överlägsenhet, passivitet, skada och förverkande

### Elimineringsrunda

#### Omgång 1
| TPP | MPP |                            | Poäng     |                            | MPP | TPP |
| --- | --- | -------------------------- | --------- | -------------------------- | --- | --- |
| 0   | 0   | Khojawahid Zahedi (AFG)    | TF / 5:39 | Bani Merje Fawaz (SYR)     | 4   | 4   |
| 3   | 3   | Reinhold Steingräber (GDR) | 8 - 14    | Rajander Singh (IND)       | 1   | 1   |
| 0   | 0   | Valentin Raychev (BUL)     | TF / 4:20 | Bartl Brötzner (AUT)       | 4   | 4   |
| 0   | 0   | Riccardo Niccolini (ITA)   | TF / 8:46 | Marin Pîrcălabu (ROU)      | 4   | 4   |
| 4   | 4   | Isaie Tonye (CMR)          | TF / 2:09 | Dzjamtsyn Davaadzjav (MGL) | 0   | 0   |
| 0   | 0   | Ryszard Ścigalski (POL)    | TF / 2:45 | Ibrahim Juma (IRQ)         | 4   | 4   |
| 0   | 0   | Pavel Pinigin (URS)        | TF / 0:52 | Rudolf Marro (SUI)         | 4   | 4   |
| 4   | 4   | Fitzloyd Walker (GBR)      | 6 - 25    | István Fehér (HUN)         | 0   | 0   |
| 1   | 1   | Dan Karabin (TCH)          | 9 - 2     | Kiro Ristov (YUG)          | 3   | 3   |

#### Omgång 2
| TPP | MPP |                            | Poäng     |                            | MPP | TPP |
| --- | --- | -------------------------- | --------- | -------------------------- | --- | --- |
| 4   | 4   | Khojawahid Zahedi (AFG)    | TF / 4:54 | Reinhold Steingräber (GDR) | 0   | 3   |
| 8   | 4   | Bani Merje Fawaz (SYR)     | TF / 0:55 | Rajander Singh (IND)       | 0   | 1   |
| 0   | 0   | Valentin Raytjev (BUL)     | TF / 7:59 | Riccardo Niccolini (ITA)   | 4   | 4   |
| 8   | 4   | Bartl Brötzner (AUT)       | TF / 8:01 | Marin Pîrcălabu (ROU)      | 0   | 4   |
| 8   | 4   | Isaie Tonye (CMR)          | TF / 1:58 | Ryszard Ścigalski (POL)    | 0   | 0   |
| 0   | 0   | Dzjamtsyn Davaadzjav (MGL) | TF / 2:42 | Ibrahim Juma (IRQ)         | 4   | 8   |
| 0   | 0   | Pavel Pinigin (URS)        | TF / 1:24 | Fitzloyd Walker (GBR)      | 4   | 8   |
| 8   | 4   | Rudolf Marro (SUI)         | TF / 2:59 | Dan Karabin (TCH)          | 0   | 1   |
| 1   | 1   | István Fehér (HUN)         | 8 - 6     | Kiro Ristov (YUG)          | 3   | 6   |

#### Omgång 3
| TPP | MPP |                            | Poäng     |                            | MPP | TPP |
| --- | --- | -------------------------- | --------- | -------------------------- | --- | --- |
| 7   | 4   | Reinhold Steingräber (GDR) | 6 - 25    | Valentin Raychev (BUL)     | 0   | 0   |
| 4   | 3   | Rajander Singh (IND)       | 8 - 8     | Riccardo Niccolini (ITA)   | 1   | 5   |
| 7   | 3   | Marin Pîrcălabu (ROU)      | 4 - 9     | Dzjamtsyn Davaadzjav (MGL) | 1   | 1   |
| 4   | 4   | Ryszard Ścigalski (POL)    | TF / 7:11 | Pavel Pinigin (URS)        | 0   | 0   |
| 5   | 4   | István Fehér (HUN)         | IN / 3:14 | Dan Karabin (TCH)          | 0   | 1   |
| 4   |     | Khojawahid Zahedi (AFG)    |           | DNA                        |     |     |

#### Omgång 4
| TPP | MPP |                          | Poäng     |                            | MPP | TPP |
| --- | --- | ------------------------ | --------- | -------------------------- | --- | --- |
| 7   | 3   | Rajander Singh (IND)     | 8 - 12    | Valentin Raychev (BUL)     | 1   | 1   |
| 9   | 4   | Riccardo Niccolini (ITA) | 2 - 20    | Dzjamtsyn Davaadzjav (MGL) | 0   | 1   |
| 4   | 0   | Ryszard Ścigalski (POL)  | DQ / 6:48 | István Fehér (HUN)         | 4   | 9   |
| 4.5 | 3.5 | Dan Karabin (TCH)        | 1 - 11    | Pavel Pinigin (URS)        | 0.5 | 0.5 |

#### Omgång 5
| TPP | MPP |                            | Poäng     |                         | MPP | TPP |
| --- | --- | -------------------------- | --------- | ----------------------- | --- | --- |
| 2   | 1   | Valentin Raytjev (BUL)     | 9 - 4     | Ryszard Ścigalski (POL) | 3   | 7   |
| 5   | 4   | Dzjamtsyn Davaadzjav (MGL) | D2 / 7:08 | Pavel Pinigin (URS)     | 4   | 4.5 |
| 4.5 |     | Dan Karabin (TCH)          |           | Bye                     |     |     |

#### Omgång 6
| TPP | MPP |                        | Poäng     |                            | MPP | TPP |
| --- | --- | ---------------------- | --------- | -------------------------- | --- | --- |
| 7.5 | 3   | Dan Karabin (TCH)      | 5 - 6     | Dzjamtsyn Davaadzjav (MGL) | 1   | 6   |
| 2   | 0   | Valentin Raytjev (BUL) | TF / 1:59 | Pavel Pinigin (URS)        | 4   | 8.5 |

### Sista omgångarna
| TPP | MPP |                            | Poäng  |                            | MPP | TPP |
| --- | --- | -------------------------- | ------ | -------------------------- | --- | --- |
|     | 3   | Dan Karabin (TCH)          | 5 - 6  | Dzjamtsyn Davaadzjav (MGL) | 1   |     |
| 6   | 3   | Dan Karabin (TCH)          | 6 - 10 | Valentin Raychev (BUL)     | 1   |     |
| 4   | 3   | Dzjamtsyn Davaadzjav (MGL) | 5 - 6  | Valentin Raychev (BUL)     | 1   | 2   |